# Lowside Quarter
Lowside Quarter – civil parish w Anglii, w Kumbrii, w dystrykcie (unitary authority) Cumberland. W 2011 civil parish liczyła 583 mieszkańców. W obszar civil parish wchodzą także Nethertown, Middletown, Coulderton i Braystones.